# Liste der französischen Botschafter in Israel
Die Liste der französischen Botschafter in Israel listet alle Diplomaten mit Botschafterstatus der Vierten Französischen Republik und Fünften Republik mit dem 1948 gegründeten Staat Israel. Die diplomatischen Beziehungen wurden noch während des Palästinakrieges und teilweise vor dem Waffenstillstandsabkommen von 1949 aufgenommen. Die Botschaft befindet sich in Tel Aviv unweit des Konsulats in der Ben Yehuda Straße.

## Liste
| Ernennung / Akkreditierung | Name                                     | Bemerkungen                    | ernannt von              | akkreditiert während der Regierung von | Posten verlassen |
| -------------------------- | ---------------------------------------- | ------------------------------ | ------------------------ | -------------------------------------- | ---------------- |
| 1. Feb. 1949               | Felix E. Albert Vanthier                 | Geschäftsträger (* 1911)       | Vincent Auriol           | Chaim Weizmann                         | 11. Juni 1949    |
| 11. Juni 1949              | Édouard-Félix Guyon                      | ab 9. Oktober 1952 Botschafter | Vincent Auriol           | Chaim Weizmann                         | 24. Nov. 1952    |
| 24. Nov. 1952              | Pierre-Eugène Gilbert                    |                                | Charles de Gaulle        | Yitzhak Ben-Zvi                        | 10. Okt. 1959    |
| 10. Okt. 1959              | Jean Adolphe Bourdeillette               |                                | Charles de Gaulle        | Yitzhak Ben-Zvi                        | 11. Sep. 1965    |
| 11. Sep. 1965              | Bertrand Edmond Rochereau de La Sablière |                                | Charles de Gaulle        | Zalman Shazar                          | 9. Okt. 1968     |
| 9. Okt. 1968               | Francis Huré                             |                                | Charles de Gaulle        | Zalman Shazar                          | 1973             |
| 15. Nov. 1973              | Jean Lucien Emile Herly                  |                                | Georges Pompidou         | Ephraim Katzir                         | 28. Dez. 1977    |
| 28. Dez. 1977              | Marc Bonnefous                           |                                | Valéry Giscard d’Estaing | Ephraim Katzir                         | 1982             |
| 1982                       | Jacques Pierre Dupont                    |                                | François Mitterrand      | Yitzhak Navon                          | 1986             |
| 2. Juni 1986               | Alain Marie Pierret                      |                                | François Mitterrand      | Chaim Herzog                           | 12. Juni 1991    |
| 12. Juni 1991              | Jean-Louis Marie Lucet                   |                                | François Mitterrand      | Chaim Herzog                           | 13. Aug. 1993    |
| 13. Aug. 1993              | Pierre Brochand                          |                                | François Mitterrand      | Ezer Weizman                           | 16. Nov. 1995    |
| 16. Nov. 1995              | Jean-Noël de Bouillane de Lacoste        |                                | Jacques Chirac           | Ezer Weizman                           | 28. Dez. 1999    |
| 28. Dez. 1999              | Jacques Gabriel Huntzinger               |                                | Jacques Chirac           | Ezer Weizman                           | 10. Sep. 2003    |
| 10. Sep. 2003              | Gérard Araud                             |                                | Jacques Chirac           | Mosche Katzaw                          | 16. Okt. 2006    |
| 16. Okt. 2006              | Jean-Michel Casa                         |                                | Jacques Chirac           | Mosche Katzaw                          | 30. Aug. 2009    |
| 30. Aug. 2009              | Christophe Bigot                         |                                | Nicolas Sarkozy          | Shimon Peres                           | 2013             |